# Dodge Custom 880
De Dodge Custom 880 was een model van het Amerikaanse automerk Dodge uit de eerste helft van de jaren 1960. Het model was snel op de markt gebracht om Dodge een model in de middenklasse te geven en om het gat dat het stopgezette DeSoto had nagelaten mee op te vullen.

## Introductie
De modellen van Dodge voor modeljaar 1962 waren beïnvloed door een gerucht dat een manager van moederconcern Chrysler had opgevangen, namelijk dat concurrent Chevrolet haar modellen zou verkleinen. Chrysler wilde hier meteen op inspelen en beval de ingenieurs van Dodge en ook Plymouth de reeds goedgekeurde grote modellen te verkleinen zodat rechtstreeks met Chevrolet geconcurreerd kon worden.
Toen Chevrolet haar modellen voor 1962 introduceerde bleken die echter lichtjes groter te zijn geworden. Wel werd een nieuwe kleine auto gelanceerd: de Chevy II. De modellen van Dodge, zoals de Dart en de Polara, daarentegen waren een stuk kleiner geworden. Dodge had hierdoor een ernstig concurrentienadeel door geen grote auto in de catalogus te hebben. Daarbij leverde de combinatie van de stijl van een grote auto op een middelgrote ook vreemd uitziende auto's op waardoor Dodge marktaandeel verloor.

## 1962
Er moest dus snel een groot model komen en daarom mocht Dodge de carrosserie van de Chrysler 300 en de Chrysler Newport gebruiken. Die carrosserie kreeg vervolgens de voorzijde van de Dodge Polara uit 1961 aangemeten. Vooraan was het enige verschil het nieuwe embleem van de Polara Dodge. Ook achteraan was het model op het Dodge-embleem na identiek aan de Newport. Hierdoor kon Dodge het nieuwe model reeds midden 1962 uitbrengen. Het kreeg de naam Custom 880 mee en werd geïntroduceerd als vierdeurs sedan, hardtop en stationwagen en als tweedeurs cabriolet en hardtop.

## 1963
In 1963 verscheen een nieuw basismodel dat simpelweg 880 heette. Verder hertekende Chrysler haar modellen waardoor de carrosserie ervan nu enkel door Dodge gebruikt werd. Die gaf er wel een face-lift aan. Zo werden de achterlichten rond en behuisd in chroom, kwam er een nieuw gebold ovalen radiatorrooster en nieuwe (Custom) 880 emblemen op de zijpanelen.

## 1964
Voor 1964 volgde een nieuwe ingrijpende face-lift. Het koetswerk werd wat hoekiger, en de grille was nu gehold met een horizontale scheiding. De achterlichten werden rechthoekig en bogen om de zijkant. De Custom 880 kreeg nog extra stijlkenmerken en was ook binnenin beter uitgerust dan de 880. De stationwagenvariant daarentegen werd - op de achterlichtblokken na - niet hertekend om kosten te besparen bij de productie. De pers en de kopers waren opgetogen met het ontwerp waardoor de (Custom) 880 dit jaar haar hoogste verkoopcijfers bereikte.

## 1965
Bij de face-lift voor 1965, het laatste jaar van de Dodge (Custom) 880, verdwenen de rondingen en speciale hoeken die plaats maakten voor een rechthoekige vorm met geometrische hoeken. Bij de introductie werd ook de fout van enkele jaren eerder rechtgezet door van de Dodge Polara opnieuw een groot model te maken. Het basismodel hiervan verving de 880 in die positie. Na dit jaar werd de Custom 880 in de VS uit de catalogus geschrapt. De posities in het gamma werden hierop overgenomen door de Dodge Monaco die tot dan enkel als topmodel fungeerde.

## Productie
- 1962: 17.500
- 1963: 28.200
- 1964: 31.800
- 1965: 23.700
- Totaal: 101.200